# Éric Dubus
Éric Dubus (* 28. února 1966 Pézenas) je bývalý francouzský atlet, běžec na střední a dlouhé tratě.

## Sportovní kariéra
Na začátku 90. let 20. století patřil k evropské mílařské špičce. V roce 1990 se stal halovým mistrem Evropy v běhu na 3000 metrů. O tři roky později vybojoval stříbrnou medaili v této disciplíně na světovém halovém šampionátu.